# كارلوس لامار
كارلوس لامار هو مبارز بالسيف كوبي، (ولد في ماتانزاس في كوبا 1908  م).

## وصلات خارجية
- كارلوس لامار على موقع اللجنة الأولمبية الدولية (الإنجليزية)
- كارلوس لامار على موقع أوليمبيديا (الإنجليزية)